# Nicolas Cantin
Nicolas Cantin est un ingénieur du son et un monteur son français.

## Biographie
Il a suivi les cours de l'École nationale supérieure Louis-Lumière.

## Filmographie (sélection)

### Cinéma
- 1998 : West Beyrouth de Ziad Doueiri
- 2004 : Les Choristes de Christophe Barratier
- 2006 : L'Intouchable de Benoît Jacquot
- 2007 : Ceux qui restent d'Anne Le Ny
- 2007 : Two Days in Paris de Julie Delpy
- 2008 : Un conte de Noël d'Arnaud Desplechin
- 2008 : L'Heure d'été d'Olivier Assayas
- 2008 : Parlez-moi de la pluie d'Agnès Jaoui
- 2009 : Coco avant Chanel d'Anne Fontaine
- 2010 : Carlos d'Olivier Assayas
- 2011 : La Femme du Vème de Paweł Pawlikowski
- 2011 : La Guerre des boutons de Yann Samuell
- 2012 : Après Mai d'Olivier Assayas
- 2012 : Foxfire de Laurent Cantet
- 2013 : Jimmy P. (Psychothérapie d'un Indien des Plaines) d'Arnaud Desplechin
- 2014 : Maps to the Stars de David Cronenberg
- 2014 : Saint Laurent de Bertrand Bonello
- 2015 : Trois Souvenirs de ma jeunesse d'Arnaud Desplechin
- 2016 : Cézanne et moi de Danièle Thompson
- 2016 : Nocturama de Bertrand Bonello
- 2016 : Personal Shopper d'Olivier Assayas
- 2019 : Doubles Vies d'Olivier Assayas
- 2019 : J'aimerais qu'il reste quelque chose de Ludovic Cantais
- 2019 : Le Chant du loup d'Antonin Baudry

### Télévision
- 1995 : Seconde B (40 épisodes)

## Distinctions

### Récompenses
- César 2005 : César du meilleur son pour Les Choristes
- César 2020 : César du meilleur son pour Le chant du loup

### Nominations
- César du meilleur son
  - en 2009 pour Un conte de Noël
  - en 2015 pour Saint Laurent
  - en 2016 pour Trois souvenirs de ma jeunesse